# 中國—烏拉圭關係
中國—烏拉圭關係（西班牙語：Relaciones entre la China y Uruguay）是指中华人民共和国與乌拉圭东岸共和国之間的双边外交關係。中國於蒙得維的亞設有大使館，烏拉圭亦於北京設有大使館，也在上海、广州、重庆等城市设有总领事馆。相对于周边邻国巴西及阿根廷，烏拉圭的華人移民相對較少。

## 歷史
1956年，乌拉圭驻英属香港领事曾访问中华人民共和国。但一年后，乌拉圭就与中華民國建立外交關係，加之长期奉行反共主义，乌拉圭政府对中华人民共和国非常不友好。1986年，乌拉圭政府开始与中华人民共和国就建交事宜进行谈判，1987年，乌拉圭总统胡利奥·玛丽亚·桑吉内蒂更表示愿意与中华人民共和国发展关系。1988年2月3日，乌拉圭與中華人民共和國建交，此后两国关系友好发展。
2013年5月，烏拉圭總統何塞·穆希卡到達北京对华進行正式訪問。2016年10月，巴斯克斯总统访华，两国宣布建立战略伙伴关系。

## 經貿關係
中國是烏拉圭最重要的貿易伙伴之一。烏拉圭於2009年宣布承認中國完全市場經濟地位。據中國海關總署統計，2022年中烏雙邊貿易額為74.4億美元，同比增長14.9%，其中中國出口額29.83億美元，同比增長4.7%；進口額44.57億美元，同比增長23%。中國主要出口服裝、鞋帽與手機、摩托車和空調等，主要進口牛肉、大豆、紙漿、羊毛、皮革、肉及食用雜碎、凍魚等。

## 協定
兩國已经签订了数項協定。
- Mutual investment promotion and protection agreement (1993) （西班牙文）
- Scientific and technological cooperation agreement (1993) （西班牙文）
- Preferential loan (2006) （西班牙文）

## 外部連結
- 中華人民共和國駐烏拉圭東岸共和國大使館官方網站（简体中文）（西班牙文）
  - 中華人民共和國駐烏拉圭東岸共和國大使館經濟商務處官方網站（简体中文）
- 烏拉圭駐上海總領事館官方網站（简体中文）（英文）